# Come Here
Albums de KAT-TUN
Chain
(2012)
Singles
Come Here est le septième album du groupe KAT-TUN, sorti sous le label J-One Records le 25 juin 2014 au Japon. Il sort en format CD et CD+DVD. Et contient leurs quatre derniers singles allant de To the Limit à Face to Face. Il arrive 1er à l'Oricon et reste classé pendant dix semaines, pour un total de 83 513 exemplaires vendus.

## Liste des titres
| 1.  | Come Here                               | Rucca                   | Ichiro Suezawa, Drew Ryan Scott, Goldfingerz        |  |
| 2.  | Triangle                                | Noyce'                  | Shun Kusakawa, L-m-T, Daichi                        |  |
| 3.  | Expose                                  | Miwa*                   | Erik Sahlen, Yoko Hiramatsu                         |  |
| 4.  | Art of Life (Tatsuya Ueda)              | Mz Hz                   | Thomas Klintstrom, KAZ-AKI, DJ Air                  |  |
| 5.  | Fumetsu no Scrum                        | Masanco                 | Janne Hyoty, Caroline Gustavsson                    |  |
| 6.  | Crescent (Yuichi Nakamaru) (クレセント) | Yuichi Nakamaru, Winess | Filip "LeForce" Lindfors, Yoko Hiramatsu            |  |
| 7.  | Fake (フェイク)                         | Forest Young            | Daichi, Shunsuke Harada                             |  |
| 8.  | Break Ur Cage                           | Kahlua                  | Manabu Marutani, Katsuhiko Yamamoto, Command Freaks |  |
| 9.  | Emerald (Kamenashi Kazuya)              | Kamenashi Kazuya        | Daishi Dance                                        |  |
| 10. | Star                                    | Koudai Iwatsubo         | Koudai Iwatsubo                                     |  |
| 11. | Whenever I Kiss You (Taguchi Junnosuke) | Nao                     | Nao                                                 |  |
| 12. | Summer Emotion                          | Rabbitman, Noyce'       | Rabbitman                                           |  |
| 13. | To The Limit                            | M.U.R., Masanco         | Tom Diekmeier, Junior H Johansson                   |  |
| 14. | Hide and Seek                           | Miyakei                 | Forest Young, Pinkcastar                            |  |
| 15. | Face to Face                            | AGKY                    | Andreas Johansson, Laika Leon                       |  |
| 16. | My Every Time                           | Rucca                   | JongSung Yoon, JungSuk Jang, TaeSoo Jung            |  |
| 17. | Sunrise                                 | 25→graffiti             | Rock Stone, Steven Lee, Jimmy Richard               |  |
| 18. | Yasashii Ame (優しい雨)                 | Nai-T, Kahlua           | Nai-T                                               |  |

| 1.  | Come Here                               | Rucca                   | Ichiro Suezawa, Drew Ryan Scott, Goldfingerz        |  |
| 2.  | Triangle                                | Noyce'                  | Shun Kusakawa, L-m-T, Daichi                        |  |
| 3.  | Expose                                  | Miwa*                   | Erik Sahlen, Yoko Hiramatsu                         |  |
| 4.  | Art of Life (Tatsuya Ueda)              | Mz Hz                   | Thomas Klintstrom, KAZ-AKI, DJ Air                  |  |
| 5.  | Fumetsu no Scrum                        | Masanco                 | Janne Hyoty, Caroline Gustavsson                    |  |
| 6.  | Crescent (Yuichi Nakamaru) (クレセント) | Yuichi Nakamaru, Winess | Filip "LeForce" Lindfors, Yoko Hiramatsu            |  |
| 7.  | Fake (フェイク)                         | Forest Young            | Daichi, Shunsuke Harada                             |  |
| 8.  | Break Ur Cage                           | Kahlua                  | Manabu Marutani, Katsuhiko Yamamoto, Command Freaks |  |
| 9.  | Emerald ((Kamenashi Kazuya)             | Kamenashi Kazuya        | Daishi Dance                                        |  |
| 10. | Star                                    | Koudai Iwatsubo         | Koudai Iwatsubo                                     |  |
| 11. | Whenever I Kiss You (Taguchi Junnosuke) | Nao                     | Nao                                                 |  |
| 12. | Summer Emotion                          | Rabbitman, Noyce'       | Rabbitman                                           |  |
| 13. | To The Limit                            | M.U.R., Masanco         | Tom Diekmeier, Junior H Johansson                   |  |
| 14. | Hide and Seek                           | Miyakei                 | Forest Young, Pinkcastar                            |  |
| 15. | Face to Face                            | AGKY                    | Andreas Johansson, Laika Leon                       |  |
| 16. | My Every Time                           | Rucca                   | JongSung Yoon, JungSuk Jang, TaeSoo Jung            |  |

| 1. | Come Here (Clip+Making of) |  |